# Ononis variegata
Bugrane panachée
Espèce
La Bugrane panachée (Ononis variegata) est une espèce de plantes de la famille des Fabacées.